# Dans un jardin je suis entré

Dans un jardin je suis entré est un documentaire franco-helvético-israélien réalisé par Avi Mograbi, sorti en 2012 au Festival international du film de Rome en Italie et en salles le 10 juillet 2013 en France.

## Synopsis
Le cinéaste israélien Avi Mograbi et son ami arabe Ali décident d'écrire ensemble un film, sur le passé commun et pacifique des communautés du Proche-Orient. Avec la Guerre du Liban en toile de fond, ils fouillent d'abord dans leurs archives et leurs souvenirs. Puis, ils partent filmer une colonie israélienne marquée par la réalité du conflit, accompagnés de la fille d'Ali et du cadreur d'Avi.

## Fiche technique
- Titre : Dans un jardin je suis entré
- Titre original : Nichnasti pa'am lagan
- Réalisation :  Avi Mograbi
- Photographie : Philippe Bellaïche
- Montage : Avi Mograbi, Rainer Trinkler
- Musique : Noam Enbar
- Genre : documentaire
- Durée : 97 minutes
- Pays de production :  Israël,  France,  Suisse
- Production : Avi Mograbi, Serge Lalou pour Les Films d'Ici (France), Dschoint Ventschr Filmproduktion AG (Allemagne)
- Distribution : Epicentre Films
- Date de sortie :
  - Italie : 13 novembre 2012 (Festival international du film de Rome)
  - Suisse : 20 janvier 2013
  - France : 10 juillet 2013

## Distribution
- Avi Mograbi
- Ali al-Azhari
- Yasmine al-Azhari-Kadmon
- Philippe Bellaïche
- Hiam Abbas (voix off)

## Sélection en festival
- 2012 : Festival international du film de Rome